# Just Say Ozzy
Just Say Ozzy är ett livealbum av Ozzy Osbourne, utgivet 1990.

## Låtlista
1. "Miracle Man" - 4:01
2. "Bloodbath in Paradise" - 5:00
3. "Shot in the Dark" - 5:33
4. "Tattooed Dancer" - 3:47
5. "Sweet Leaf" - 3:22
6. "War Pigs" - 8:24